# 罗德里戈·埃利
罗德里戈·埃利（葡萄牙語：Rodrigo Ely，1993年11月3日—），巴西足球運動員，拥有意大利国籍，司職中后卫，現效力於巴西足球甲級聯賽球隊甘美奧。

## 俱乐部生涯

### 早年
埃利早年在巴西的格雷米奧接受青训。据说，埃利在巴西时，曾被称为“未来的蒂亚戈·席尔瓦”。FIFA经纪人隆吉尼夸赞他的天赋、技术、身体，声称他在格雷米奥时赢下了可以赢得的所有冠军奖杯。2010年1月，埃利离开格雷米奥，来到米兰青年队。这时他与格雷米奥已经没有合同。由于巴西的法律问题，加上米兰俱乐部迟迟未能给他办好欧盟护照，埃利在米兰试训了近一年之后，才在2011年1月正式与米兰签约。米兰俱乐部成功为他申请到意大利第二国籍。正式签约后，埃利成为米兰预备队的防守核心。2011年7月，时任米兰主帅阿莱格里提拔埃利等7名年轻球员参加一线队的夏季训练。

### 意乙联赛
2012年秋天，米兰俱乐部把埃利出租给了意乙球队雷吉納。一个赛季中，埃利在意乙联赛出场27次，意大利杯出场3次，还在意乙中为球队攻入一球。2013年秋天，他又被租给了另一支意乙球队瓦雷泽。这个赛季，他在意乙联赛和意大利杯中共为球队出场41次。
2014年7月21日，埃利离开米兰，永久转会到意乙球队阿韋利諾，签下一年合约。这个赛季，埃利在意乙联赛和意大利杯中为阿维利诺出场共35次，3次被罚出场。阿维利诺最后排在联赛第八位。由于在阿维利诺效力期间表现出色，米兰决定回购埃利。

### 回归米兰
2015年6月9日，米兰俱乐部官网宣布与埃利签下四年合约，合同将在2019年6月到期。意大利媒体称，米兰新帅米哈伊洛维奇特别要求俱乐部回购埃利，这才有了这笔买卖。埃利也成了2015年夏季转会窗米兰签下的第一名球员。由于此前与阿维利诺只签了一年的合同，埃利的这次转会是自由转会。
2015年8月17日，意大利杯第三轮米兰主场与意乙球队佩鲁贾的比赛中，主帅米哈伊洛维奇派出了埃利与罗马尼奥利的年轻中卫组合。这时埃利21岁，罗马尼奥利20岁。这是埃利首次代表米兰出战正式比赛。这也是米兰新帅米哈伊洛维奇上任之后的首场正式比赛。媒体评论称，米哈伊洛维奇原本计划把埃利作为新赛季米兰中后卫的替补人选，然而埃利在赛季前的训练和热身赛中发挥出色，赢得了首发的位置。这场比赛中，埃利完成了多次关键的禁区内解围。赛后意大利媒体的评分中，埃利与进球的本田圭佑、路易斯·阿德里亚诺同获全场最高的7分，《共和报》更是将他评为米兰阵中的全场最佳。8月23日，意甲联赛首轮客战佛罗伦萨，米哈伊洛维奇继续派埃利与罗马尼奥利搭档中卫。这是埃利的第一场意甲比赛。埃利在上半场比赛中因侵犯卡利尼奇两次吃到黄牌，第37分钟时就被罚出场外。他的第二次吃牌还送给对方一个任意球，佛罗伦萨的马科斯·阿隆索将球打进，米兰陷入0比1落后、10打11的不利局面。天空体育批评埃利经验不足，认为两张黄牌都可以避免。另一位中卫罗马尼奥利在下半场送给佛罗伦萨一个点球，约西普·伊利西奇将球打进。这场比赛米兰最终0比2不敌佛罗伦萨。

## 国家队生涯
埃利共代表意大利参加了10场比赛：代表意大利19歲以下國家足球隊踢了7场友谊赛，代表意大利20歲以下國家足球隊踢了3场友谊赛。2014年10月，巴西国奥队参加在中国武汉举行的四国邀请赛，主教练亚历山大·伽罗将埃利召入球队。四国赛第二轮与韩国国奥队的比赛中，埃利完成了他在巴西国奥队的首次亮相。

## 出场纪录
数据截至2015年8月24日。意乙联赛出场次数“＋”之后的场次为升降级附加赛。
| 俱乐部   | 赛季    | 联赛 | 联赛 | 杯赛 | 杯赛 | 欧洲比赛 | 欧洲比赛 | 总计 | 总计 |
| 俱乐部   | 赛季    | 出场 | 进球 | 出场 | 进球 | 出场     | 进球     | 出场 | 进球 |
| -------- | ------- | ---- | ---- | ---- | ---- | -------- | -------- | ---- | ---- |
| 雷吉納   | 2012–13 | 27   | 1    | 3    | 0    | -        | -        | 30   | 1    |
| 瓦雷泽   | 2013–14 | 37+2 | 0    | 2    | 0    | -        | -        | 41   | 0    |
| 阿韋利諾 | 2014–15 | 30+3 | 0    | 2    | 0    | -        | -        | 35   | 0    |
| AC米蘭   | 2015–16 | 3    | 0    | 1    | 0    | -        | -        | 4    | 0    |
| 总计     | 总计    | 97+5 | 1    | 8    | 0    | 0        | 0        | 110  | 1    |